# StyleGAN

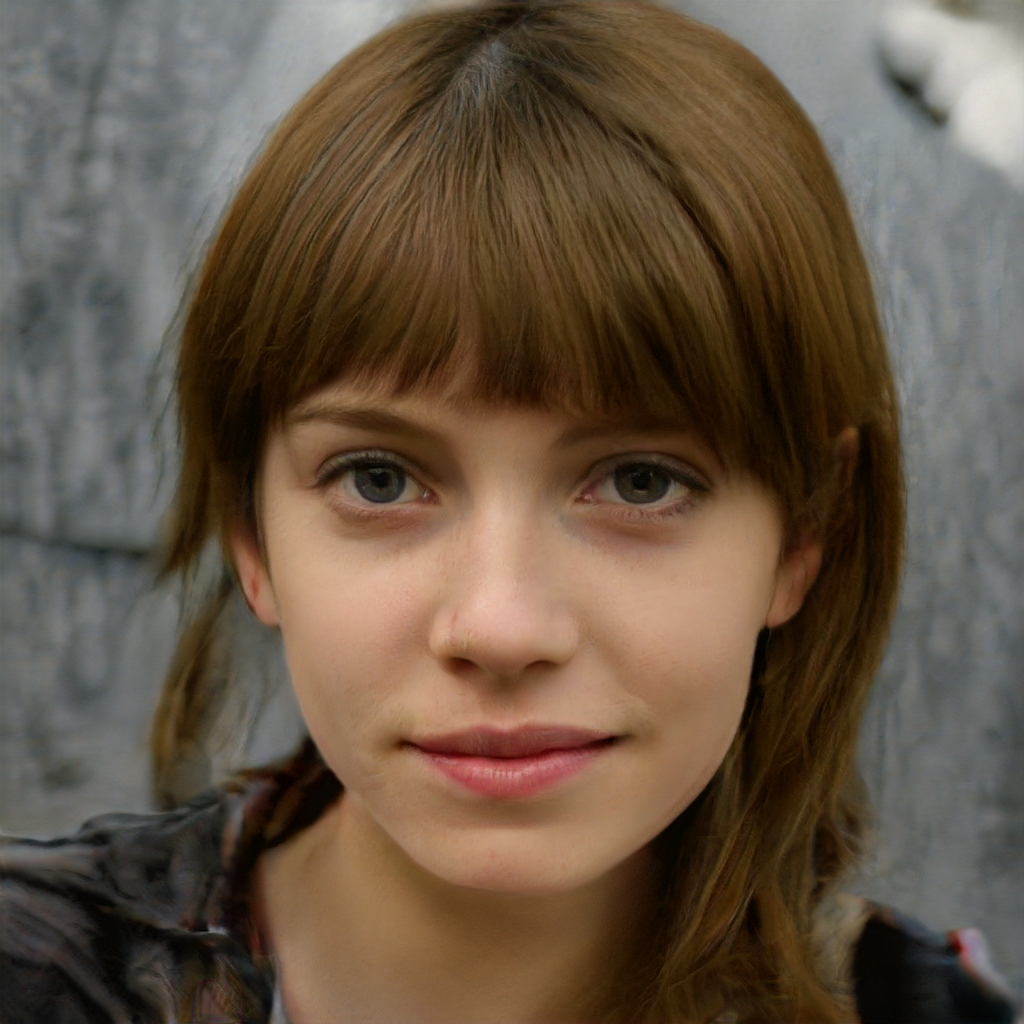
Una imatge generada per un StyleGAN que sembla de manera enganyosa un retrat d'una dona jove. Aquesta imatge va ser generada per una intel·ligència artificial basada en una anàlisi de retrats.

StyleGAN és un xarxa generativa antagònica (RGA) que va ser introduida per investigadors de Nvidia el desembre de 2018, i van fer disponible la font feta el febrer 2019. StyleGAN depèn del programari CUDA de Nvidia, de les GPUs i del TensorFlow de Google. La segona versió de StyleGAN, anomenada StyleGAN2, va ser publicada el 5 de febrer de 2020. Aquesta versió elimina alguns dels artefactes característics i millora la qualitat d'imatge. El 12 d'octubre de 2021, Nvidia va llançar StyleGAN3, descrita com una versió "lliure d'àlies".

## Història
El desembre de 2018, els investigadors de Nvidia van distribuir una preimpressió amb el programari que l'acompanyava presentant StyleGAN, un GAN per produir un nombre il·limitat (sovint convencent) de retrats de cares humanes falses. StyleGAN era capaç de funcionar amb els processadors GPU de productes bàsics de Nvidia.
El febrer de 2019, l'enginyer d'Uber Phillip Wang va utilitzar el programari per crear This Person Does Not Exist (Aquesta Persona No Existeix), que mostrava una cara nova a cada recàrrega de la pàgina web. El mateix Wang ha expressat la seva sorpresa, atès que els éssers humans han evolucionat per entendre específicament les cares humanes, però StyleGAN pot "seleccionar totes les característiques rellevants (de les cares humanes) de manera competiva i recompondre aquestes en una forma coherent".
Al setembre de 2019, una pàgina web anomenada Generated Photos va publicar 100.000 imatges com una col·lecció de fotos accionàries. Aquesta col·lecció es va fer mitjançant un conjunt de dades privat filmat en un entorn controlat amb llum i angles similars.
Semblantment, dues facultats a l'Escola d'Informació de la Universitat de Washington va utilitzar StyleGAN per crear Which Face Is Real (Quina Cara és Real?), que desafiava els visitants de la pàgina web a diferenciar entre una cara falsa i una real una al costat de l'altra. La facultat va declarar que la seva intenció era "educar el públic" sobre l'existència d'aquesta tecnologia perquè així podrien desconfiar d'aquesta, "igual que finalment la majoria de la gent es va adonar que es pot retocar una imatge amb Photoshop".
La segona versió de StyleGAN, anomenada StyleGAN2, va ser llançada el 5 de febrer de 2020. Aquesta versió elimina alguns dels artefactes característics i millora la qualitat d'imatge.
L'any 2021, es va llançar una tercera versió, millorant coherència dels detalls fins i gruixuts al generador. Anomenada "sense àlies", aquesta versió es va implementar amb pytorch.

## This Person Does Not Exist
This Person Does Not Exist (Aquesta Persona No Existeix) és una pàgina web desenvolupada per Phillip Wang que genera cares humanes falses aparentment reals a l'atzar a partir de la intel·ligència artificial i està alimentada per StyleGAN.
El funcionament per l'usuari és molt simple, només cal entrar a la pàgina web perquè aparegui una imatge generada per un StyleGAN. Les imatges que apareixen es poden descarregar i si l'usuari no està satisfet amb la imatge, pot recarregar la pàgina perquè aparegui una nova cara humana. El procés de recàrrega dura només 2 o 3 segons.

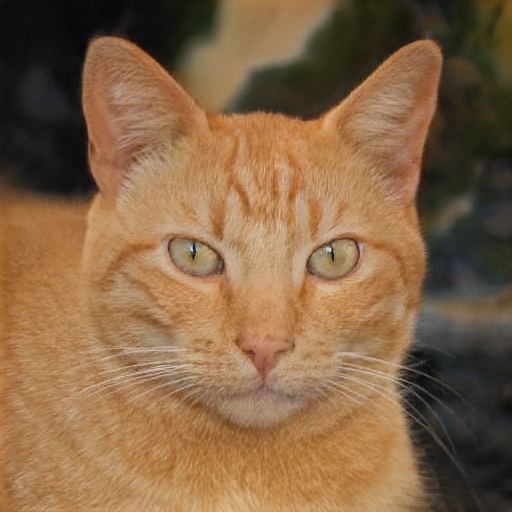
Imatge d'un gat generada a la web This Cat Does Not Exist per un StyleGAN

Phillip Wang ha creat també altres pàgines alimentades per StyleGAN que generen imatges d'obres d'art, de cavalls, de gats i de substàncies químiques que no existeixen.

## Assumptes relacionats
La tecnologia s'ha comparat amb falsificacions profundes i s'ha debatut el seu ús potencial per a finalitats sinistres.
Al desembre de 2019, Facebook va eliminar una xarxa de comptes amb identitats falses, i va esmentar que alguns d'aquests comptes havien utilitzat fotografies de perfil que havien sigut creades amb intel·ligència artificial.